# Sant Climent de Llobregat
Sant Climent de Llobregat o simplement Sant Climent és un municipi del Baix Llobregat que té uns 11 km² de superfície i la seva població supera lleugerament els 4.000 habitants. El municipi limita amb els de Sant Boi de Llobregat, Viladecans, Gavà, Begues, Torrelles de Llobregat i Santa Coloma de Cervelló.
La millor època per visitar Sant Climent és la primavera, car és quan la cirera, fruit identificatiu del poble després que s'adoptés aquest conreu a causa de la fil·loxera, creix en les anomenades vinyes (parcel·les de terra reconvertides), les quals proporcionen excel·lents cireres, que donen a aquest poble anomenada arreu.
Actualment, Sant Climent està agermanat amb la vila rossellonesa de Baixàs.
Durant la Guerra Civil el seu nom oficial fou El Cirerer del Llobregat.

## Geografia
- Llista de topònims de Sant Climent de Llobregat (Orografia: muntanyes, serres, collades, indrets..; hidrografia: rius, fonts...; edificis: cases, masies, esglésies, etc).

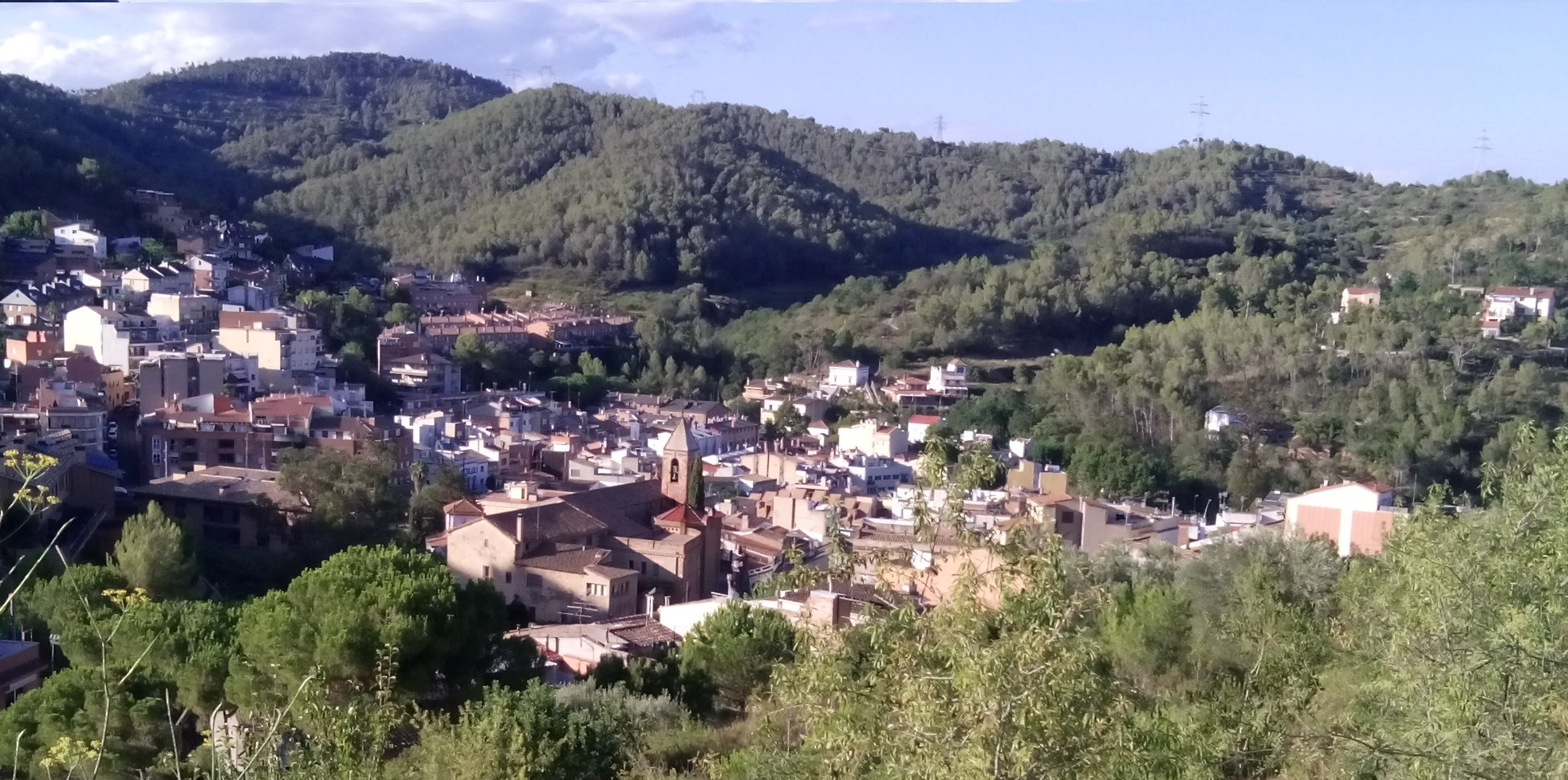
Vista panoràmica de Sant Climent de Llobregat

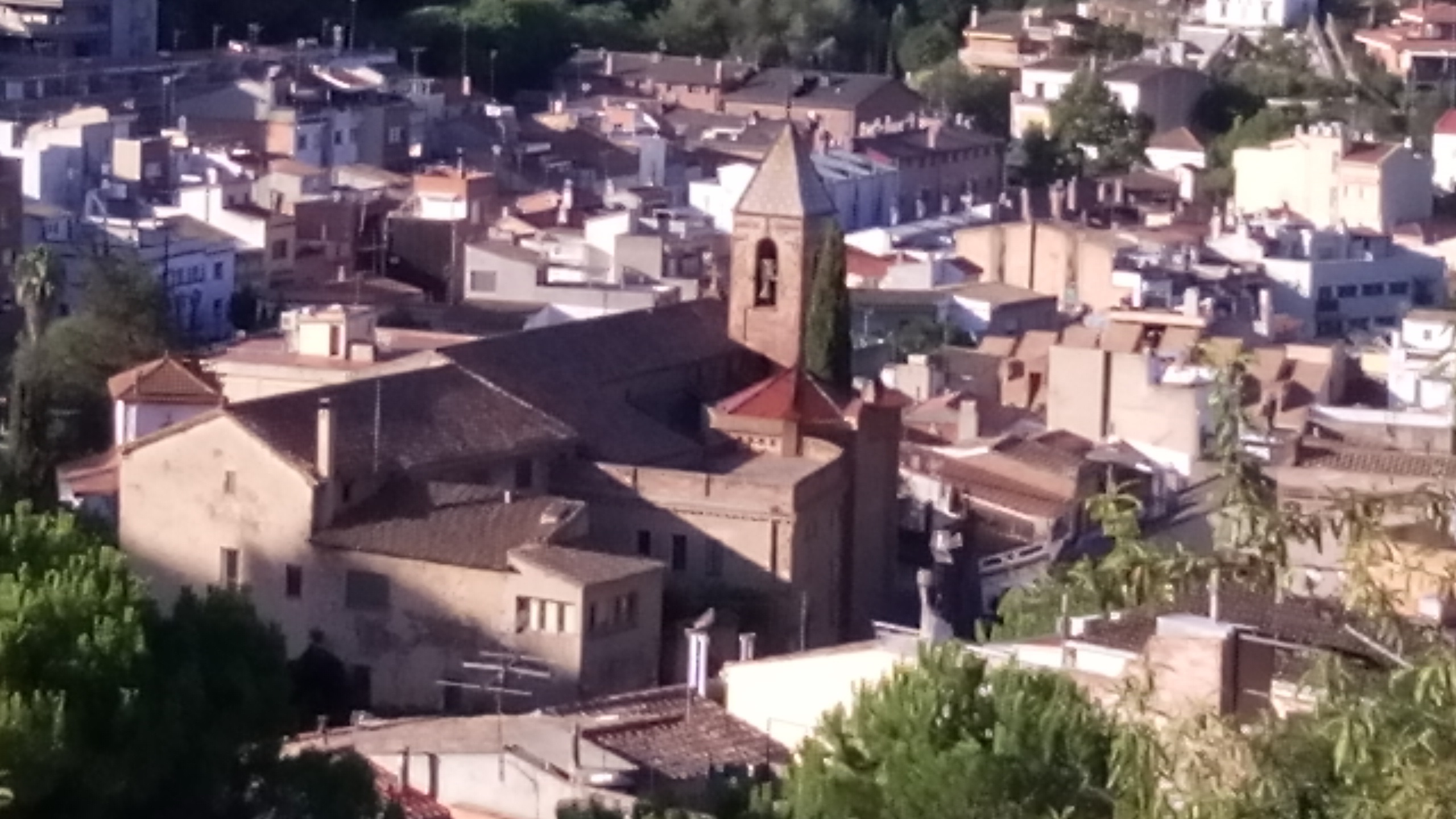
Panoràmica de Sant Climent de Llobregat amb la seva església parroquial al centre

La vila de Sant Climent de Llobregat està situada a la vall de les rieres de Les Comes, del Querol i de Salom, a només 15 km de Barcelona, i envoltada per les muntanyes de Sant Ramon, Pedres Blanques, Costa Fustera, Coll de la Creu i el Padró. El seu terme municipal d'una superfície de 10,81 km² limita amb els de Viladecans i Gavà (al sud), Begues (a l'oest), Torrelles de Llobregat (al nord), Santa Coloma de Cervelló (al nord-est) i Sant Boi de Llobregat (a l'est).
Té els seus accessos per dues carreteres comarcals (BV. 2003 i BV. 2004), les quals s'uneixen al mig del poble, una procedent de Viladecans i l'altra de Sant Boi de Llobregat, a través de l'Estret de Roques. També els camins rurals i les pistes forestals ens comuniquen amb Gavà, Begues i Torrelles de Llobregat.
|        | Torrelles de Llobregat | Santa Coloma de Cervelló |
| Begues |                        | Sant Boi de Llobregat    |
| Gavà   | Viladecans             |                          |

## Administració i política
| Període     | Alcalde o alcaldessa    | Partit polític               | Data de possessió | Observacions |
| ----------- | ----------------------- | ---------------------------- | ----------------- | ------------ |
| 1979–1983   | Antoni Tugas Pagés      | CIU                          | 19/04/1979        | --           |
| 1983–1987   | Antoni Tugas Pagés      | CIU                          | 28/05/1983        | --           |
| 1987–1991   | Joan Bofill Marcelino   | CIU                          | 30/06/1987        | --           |
| 1991–1995   | Dolors Baqués Martorell | CIU                          | 15/06/1991        | --           |
| 1995–1999   | Dolors Baqués Martorell | CIU                          | 17/06/1995        | --           |
| 1999–2003   | Domènec Tugas Forns     | Unió Local Independent (ULI) | 03/07/1999        | --           |
| 2003–2007   | Tomasa Jiménez Frías    | PSC                          | 14/06/2003        | --           |
| 2007–2011   | Domènec Tugas Forns     | Unió Local Independent (ULI) | 16/06/2007        | --           |
| 2011–2015   | Isidre Sierra i Fusté   | CIU                          | 11/06/2011        | --           |
| 2015–2019   | Isidre Sierra i Fusté   | CIU                          | 13/06/2015        | --           |
| 2019-2023   | Isidre Sierra i Fusté   | PDeCAT                       | 15/06/2019        | --           |
| Des de 2023 | Isidre Sierra i Fusté   | Junts per Catalunya          | 17/06/2023        | --           |

### Ajuntament

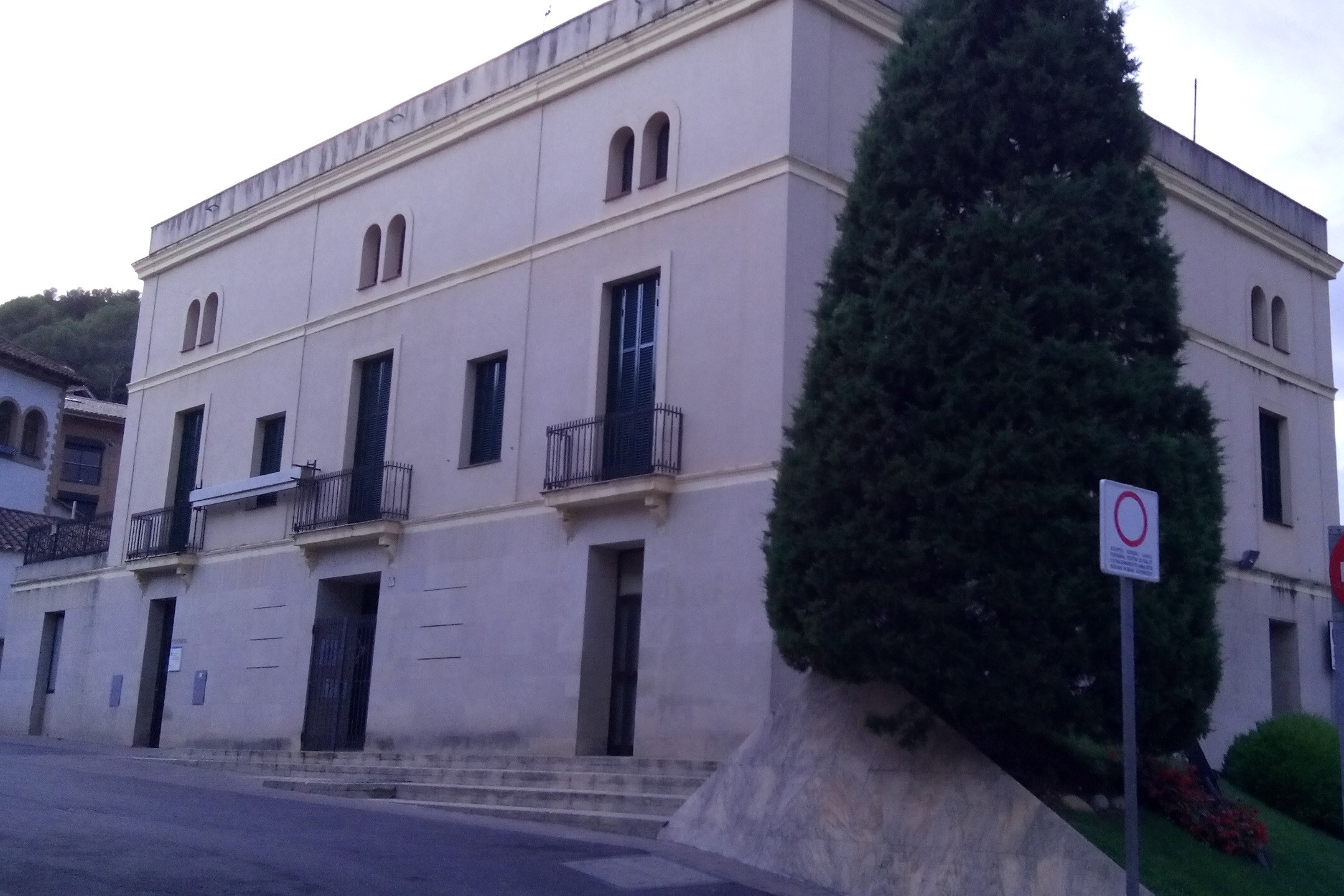
Ajuntament de Sant Climent de Llobregat

Fins a les eleccions de maig de 2023, l'Ajuntament de Sant Climent de Llobregat estava governat per Junts per Catalunya, amb Isidre Sierra i Fusté al capdavant i cinc regidors al ple, juntament amb SOM-ERC amb una regidora, i a l'oposició hi eren els 4 regidors de Gent per Sant Climent (GxSCLI) i un regidor independent.

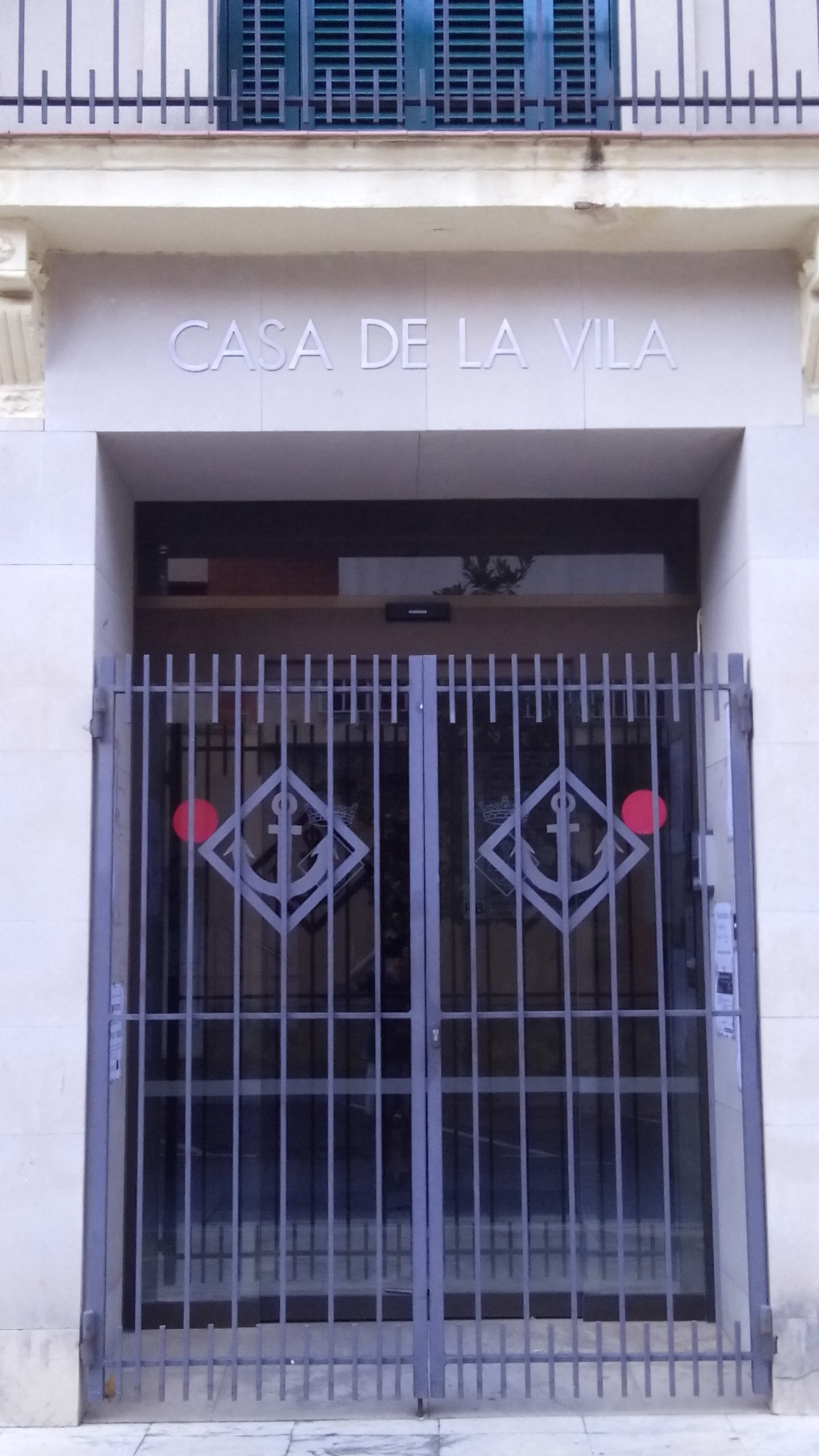
Entrada principal a la Casa de la Vila

### Eleccions Municipals 2023
| Candidatura | Candidatura  | Cap de llista                 | Vots          | Regidors | % vots |
| ----------- | ------------ | ----------------------------- | ------------- | -------- | ------ |
|             | JxCat        | Isidre Sierra i Fusté         | 849           | 5        | 42,07% |
|             | GxSC-CP      | José Antonio Monteagudo Urgel | 745           | 5        | 36,91% |
|             | ERC-AM       | Elisabet Marcos i Gelabert    | 277           | 1        | 13,72% |
|             | PP           | Esther Repetto Palacios       | 50            | 0        | 2,47%  |
|             | Cs           | Manuel Rodriguez Ramos        | 38            | 0        | 1,88%  |
|             | Vot en blanc |                               | 59            |          | 2,92%  |
|             | Vot nul      |                               | 38            |          | 1,84   |
| Total       | Total        | 2.056 votants                 | 2.056 votants | 11       | 63,83% |

## Cultura

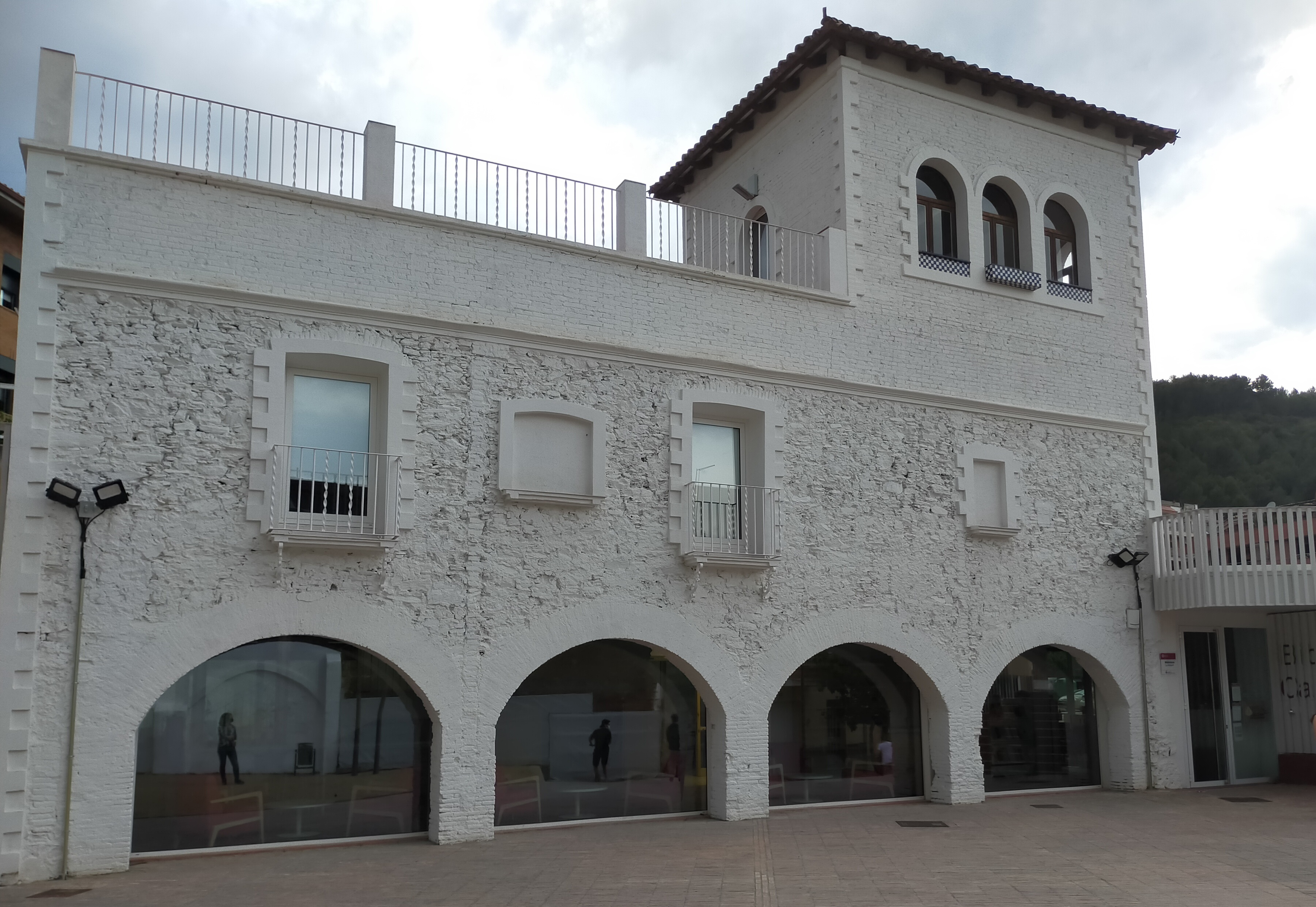
Biblioteca Ca l'Altisent

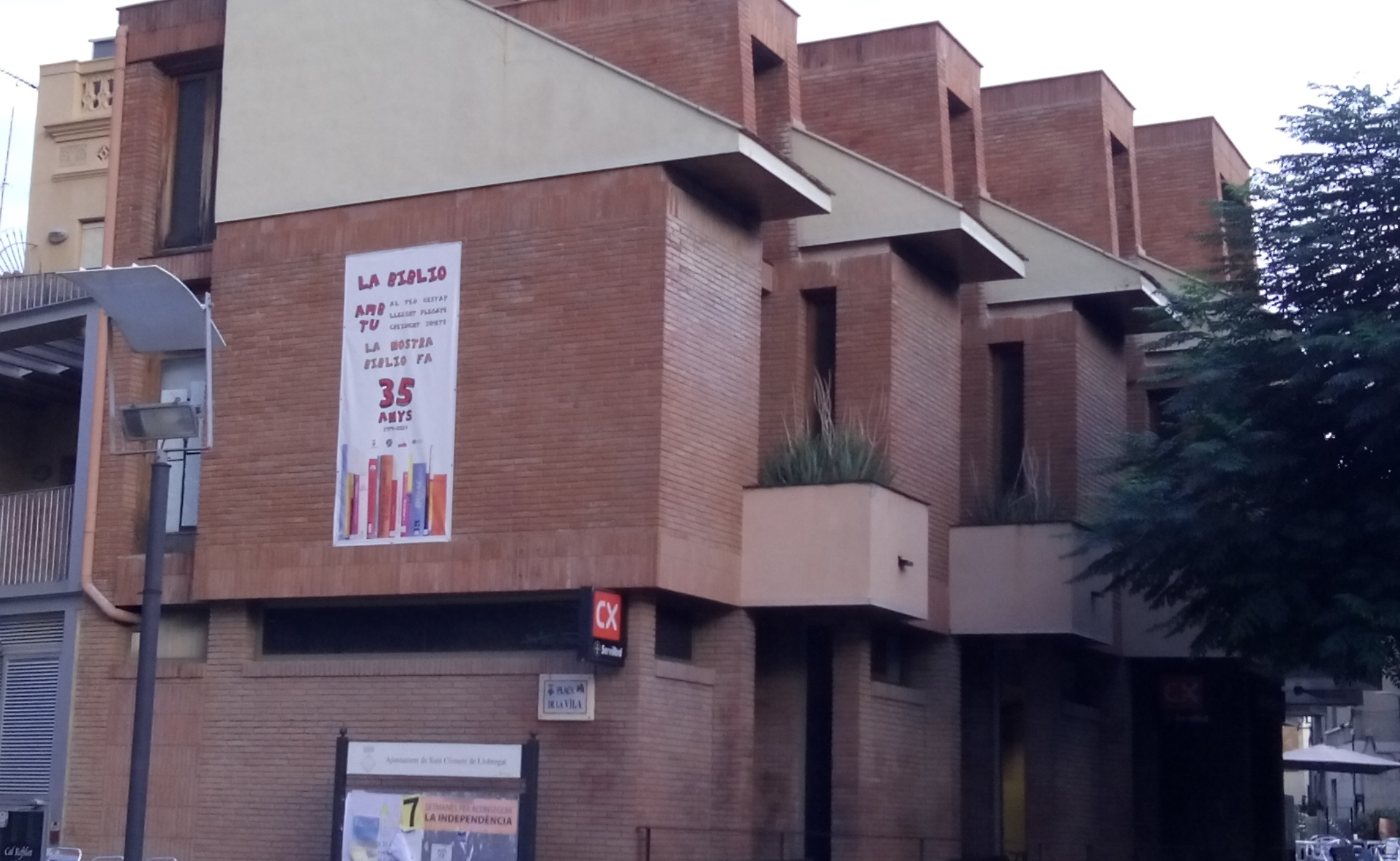
Antiga biblioteca Sala Sant Jordi

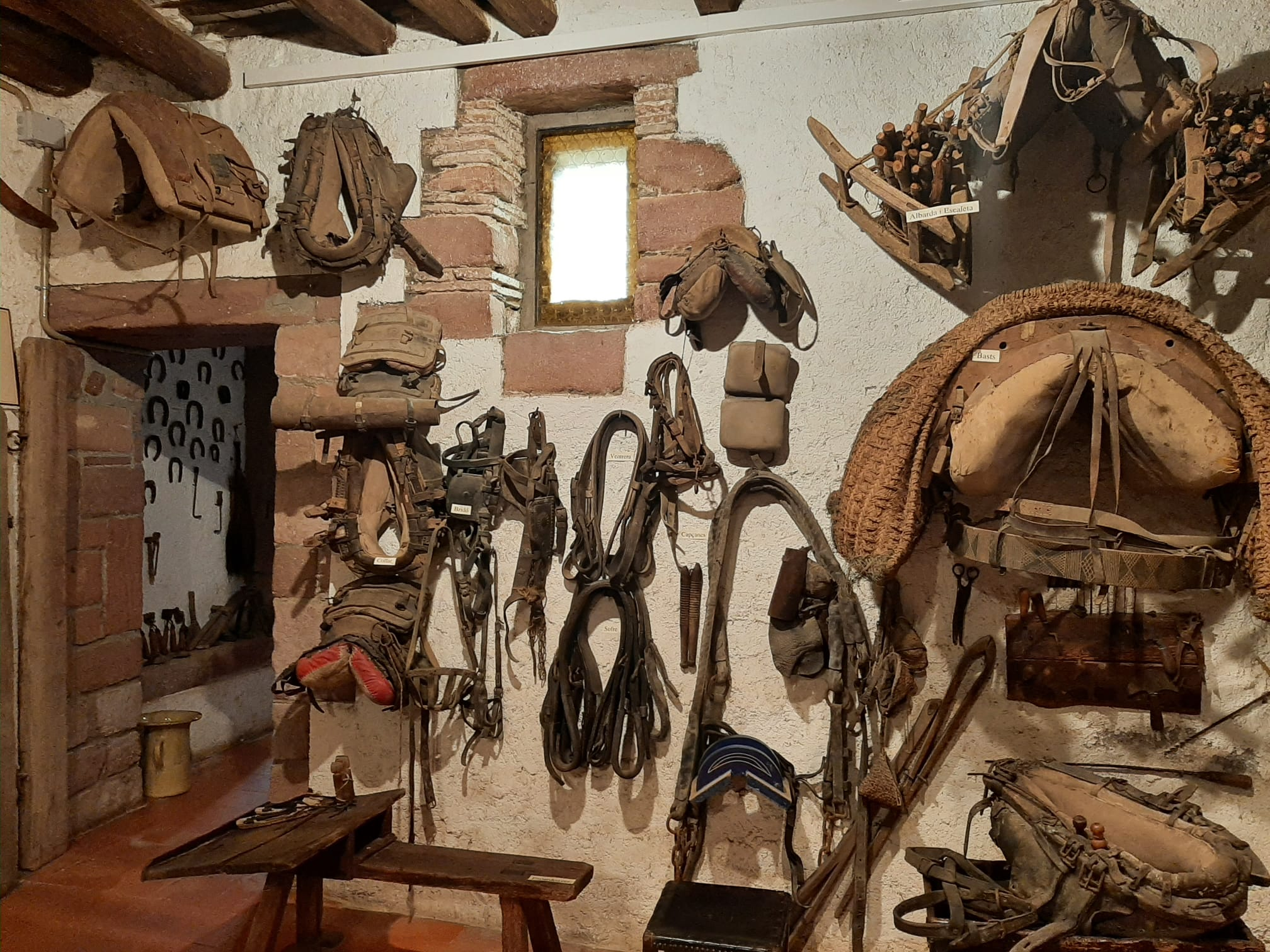
Interior del Museu d'Eines del Pagès de Sant Climent de Llobregat

### Biblioteca Ca l'Altisent
La Biblioteca Ca l'Altisent és la biblioteca pública de Sant Climent de Llobregat, inaugurada el 22 de maig de 2021. L'equipament substitueix l'antiga 'Sala de Lectura Sant Jordi', i està integrada en la Xarxa de Lectura de la Diputació de Barcelona, formant part del Sistema de Lectura Pública de Catalunya (SLPC). La biblioteca, de titularitat municipal, rep el suport de la Diputació de Barcelona com a biblioteca de la Xarxa de Biblioteques Municipals. Anteriorment, la població comptava amb una altra biblioteca: la Sala de Lectura Sant Jordi, ubicada a la plaça de Francesc Macià, amb gairebé 11.000 documents disponibles, repartits en una superfície de 325 metres quadrats, encara distanciada dels estàndards que correspondrien a una biblioteca filial, als quals es refereix el Mapa de Lectura Pública de Catalunya i la normativa legal relacionada.

### Llocs d'interès

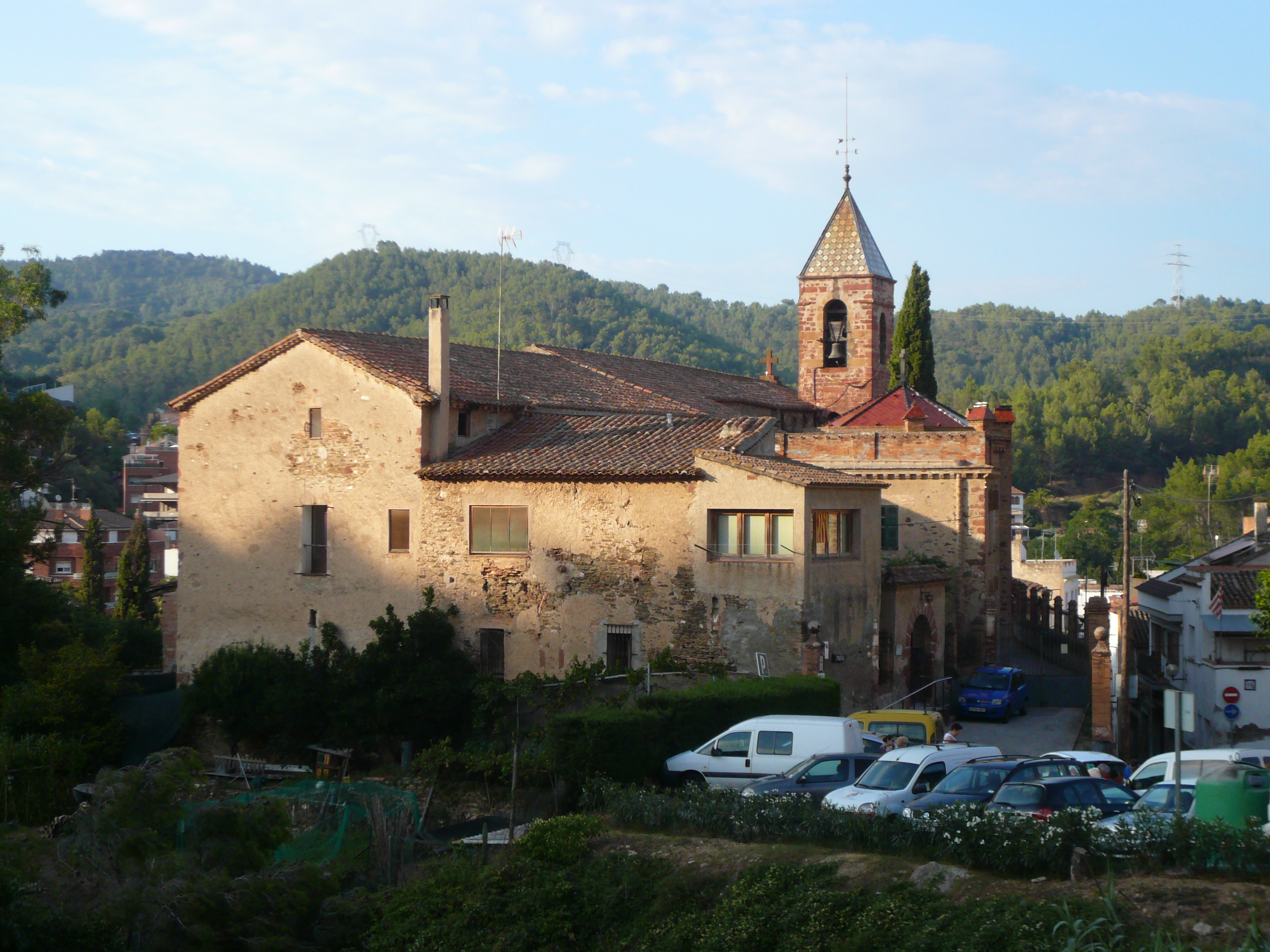
Església de Sant Climent de Llobregat inscrita com a Bé Cultural d'Interès Local (BCIL) en l'Inventari del Patrimoni Cultural català

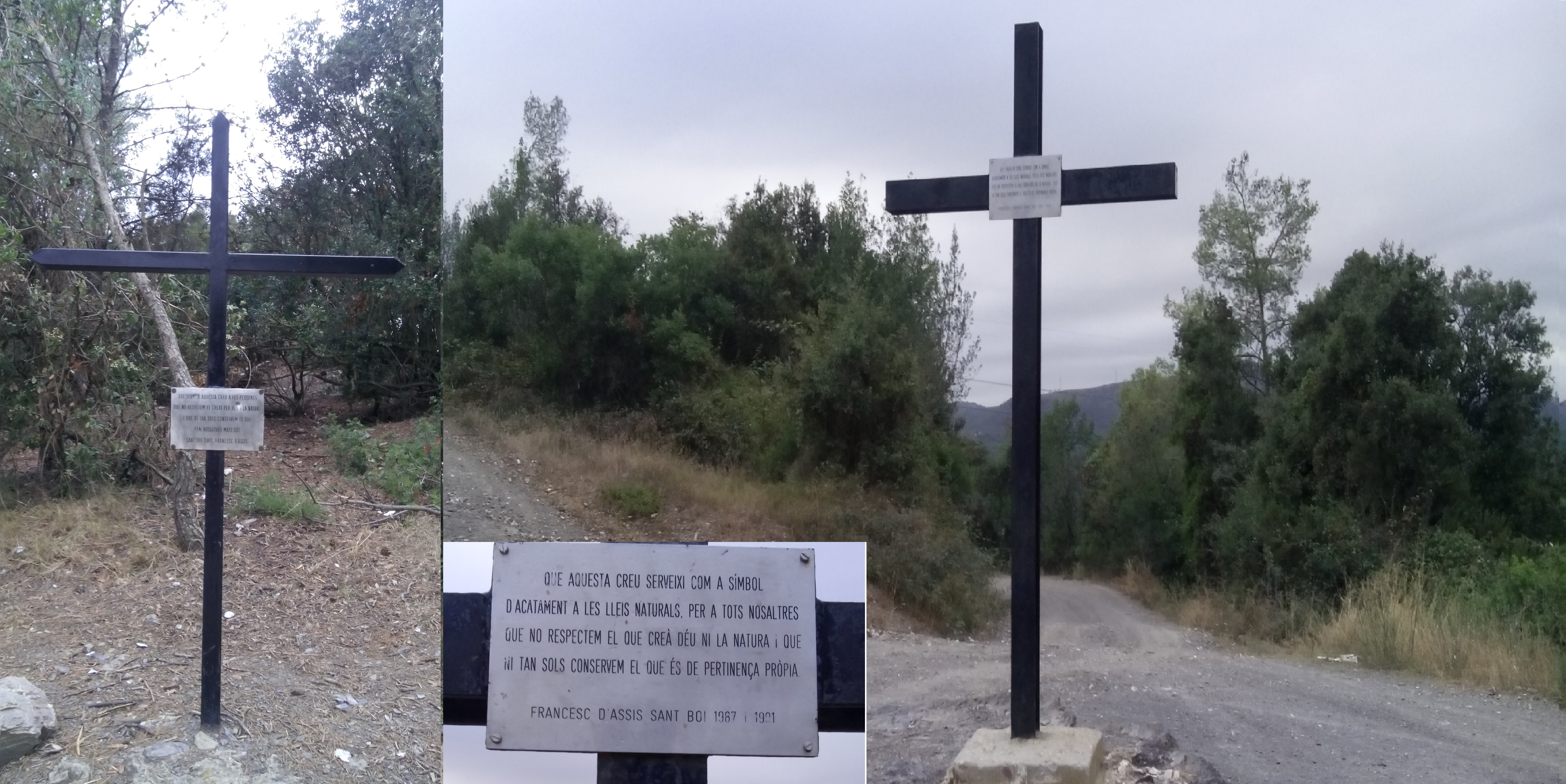
Creu del Querol. Creu antiga, creu nova i inscripció

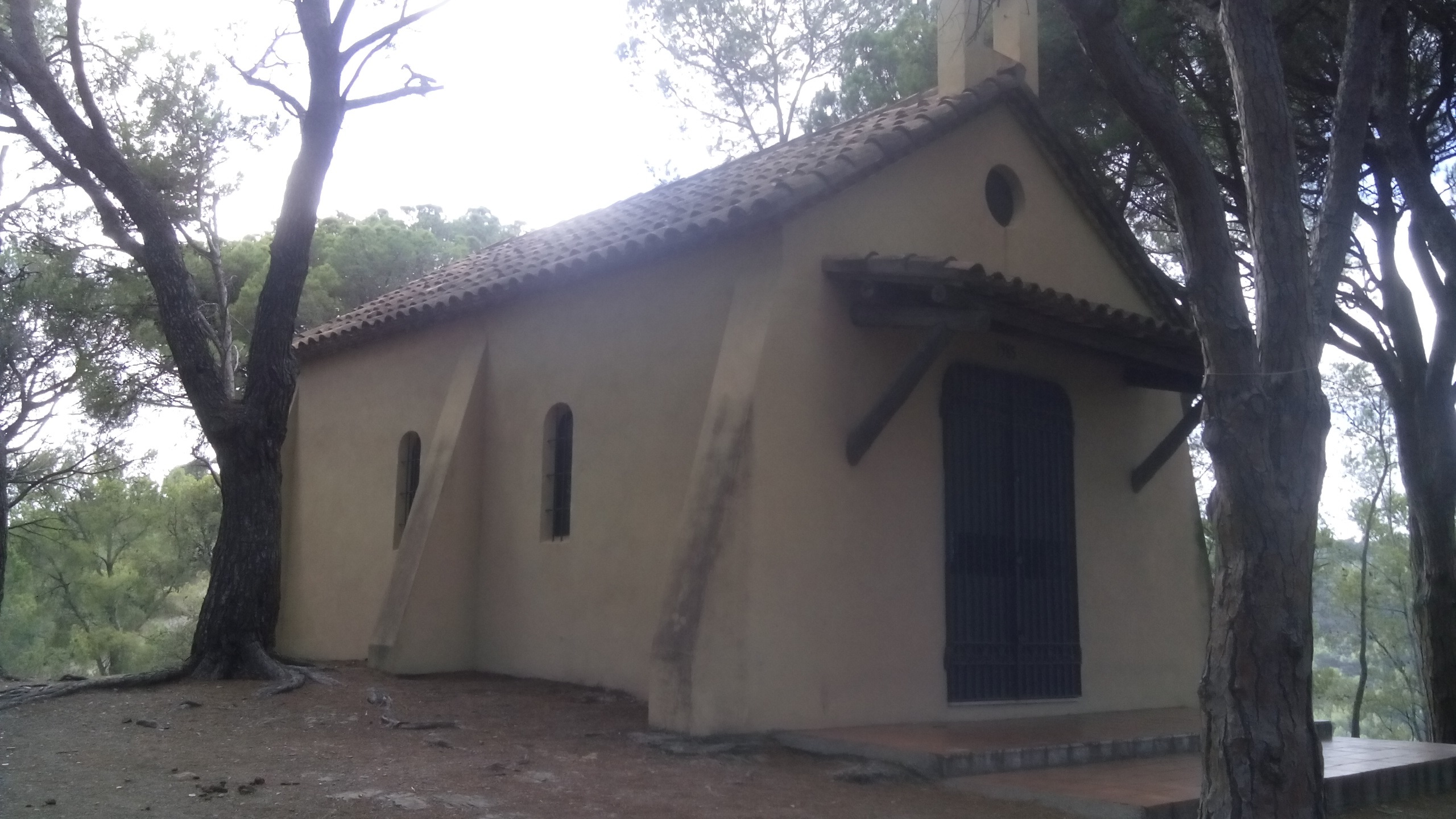
Capella de la Mare de Déu del Roser

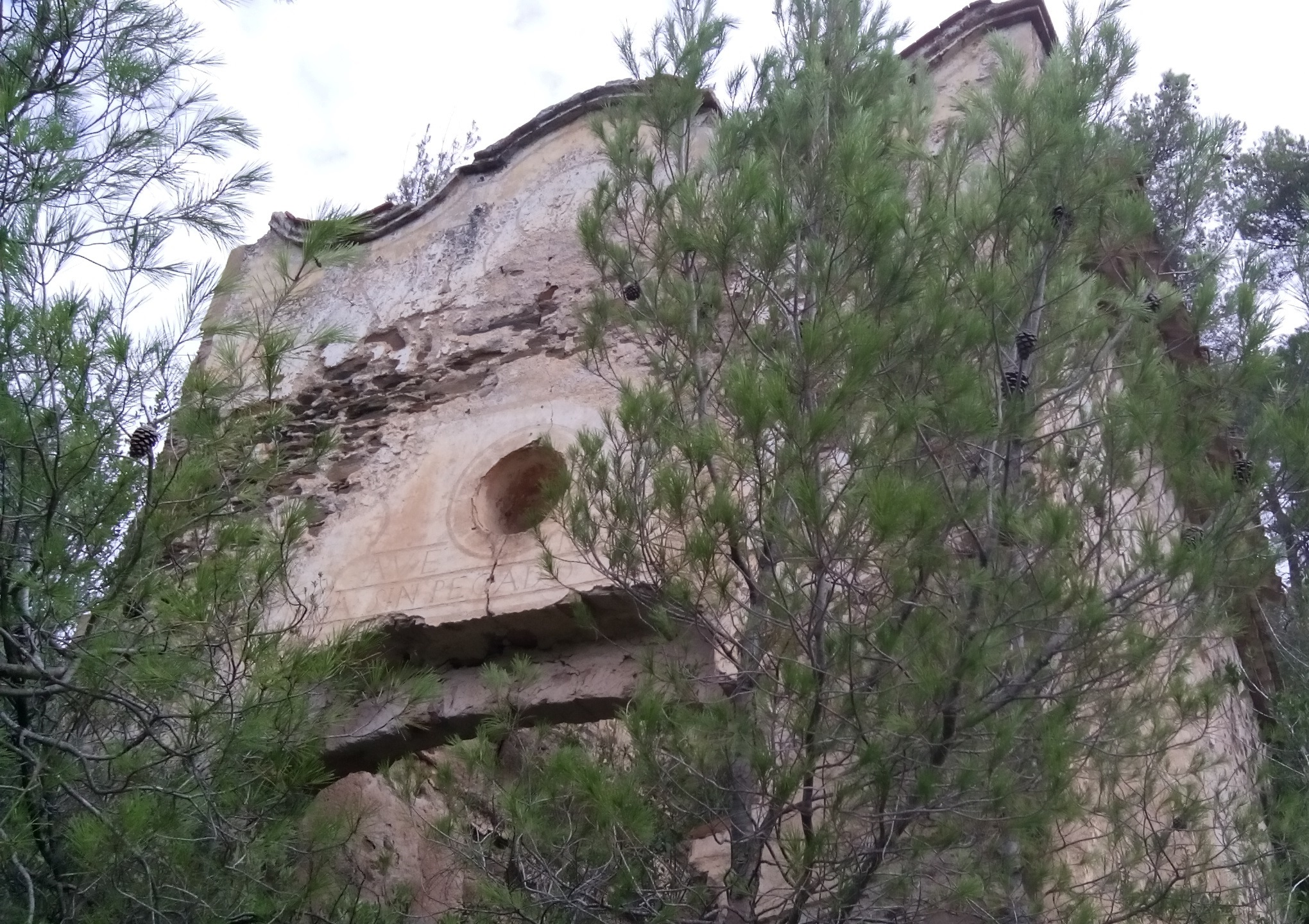
Capella de San Francesc de Can Colomer de les Valls (1798)

Entre els llocs d'interès, cal fer referència a la llista de monuments de Sant Climent de Llobregat pertanyents a l'Inventari del Patrimoni Arquitectònic Català, inclosos els béns culturals d'interès local (BCIL) de caràcter arquitectònic.
- Masia Can Bonet
- Can Bori
- Can Colomer de les Valls
- Cal Fuster (enderrocat)
- Capella de la Mare de Déu del Roser
- Masia Can Molins
- Capella Sant Miquel de la Masia Can Molins
- Cementiri de Sant Climent de Llobregat: Capella del Fossar
- Creu del Pedró
- Creu del Querol (creu de terme)
- Creu del Cementiri (Sant Climent de Llobregat)
- Ermita de Sant Francesc
- Església parroquial de Sant Climent
- Habitatge al carrer de l'Església, 9
- Jardins de a Font del Rector
- Rectoria de Sant Climent de Llobregat

Altres elements d'interès historicoartístic són, també els següents:
- Campanar de l'església de Sant Climent
- Capella del Santíssim
- Casa del carrer de l'Església, 11
- Can Pinet
- Can Riera Vell
- Can Colomer dels Escarabats
- Can Tallada (Sant Climent de Llobregat)
- Escultura Viva
- Museu d'Eines del Pagès

Destaca l'església parroquial, en honor del patró de la vila, que va ser construïda al segle x i reformada en diverses ocasions, essent l'última al segle xviii. A l'església es troba l'únic campanar romànic que resta sencer a la comarca del Baix Llobregat.
El Museu d'Eines del Pagès, situat als baixos de la rectoria, ofereix la possibilitat de veure les eines i instruments que donen a conèixer les formes de vida i treball tradicionals de la vila rural de Sant Climent.
Les anomenades vinyes són un reclam en l'època de floració dels cirerers (principis d'abril).

### Festes i fires
Als volts de Sant Antoni Abat (17 de gener), se celebra la festivitat dels Tres Tombs en la qual es dona tres voltes al poble amb cavalls, carros i carruatges i el mossèn beneeix els animals.
El tercer cap de setmana de maig se celebra l'exposició de cireres, una festa molt coneguda en la qual es pot, entre altres coses, degustar el fruit i tota mena de receptes amb aquest ingredient com a base.
Durant la temporada de recol·lecta de cireres, els diumenges al matí se celebra el mercat pagès en el qual es poden comprar i comparar les diferents varietats de cireres.
Des de l'any 1974 de forma ininterrumpuda el dia 23 de juny hi arriba la Flama del Canigó amb la participació de nombrosos portadors i se celebra la rebuda davant l'ajuntament i posteriorment s´inicia la revetlla de Sant Joan.
La festa major d'estiu és per Sant Llorenç (10 d'agost).
La diada de la Mare de Déu del Roser (7 d'octubre) se celebra amb un aplec a l'ermita del Roser, una petita ermita situada al Camí de la Carrerada des d'on es veu tot el municipi.
La festa major d'hivern és per Sant Climent (23 de novembre).

### Entitats

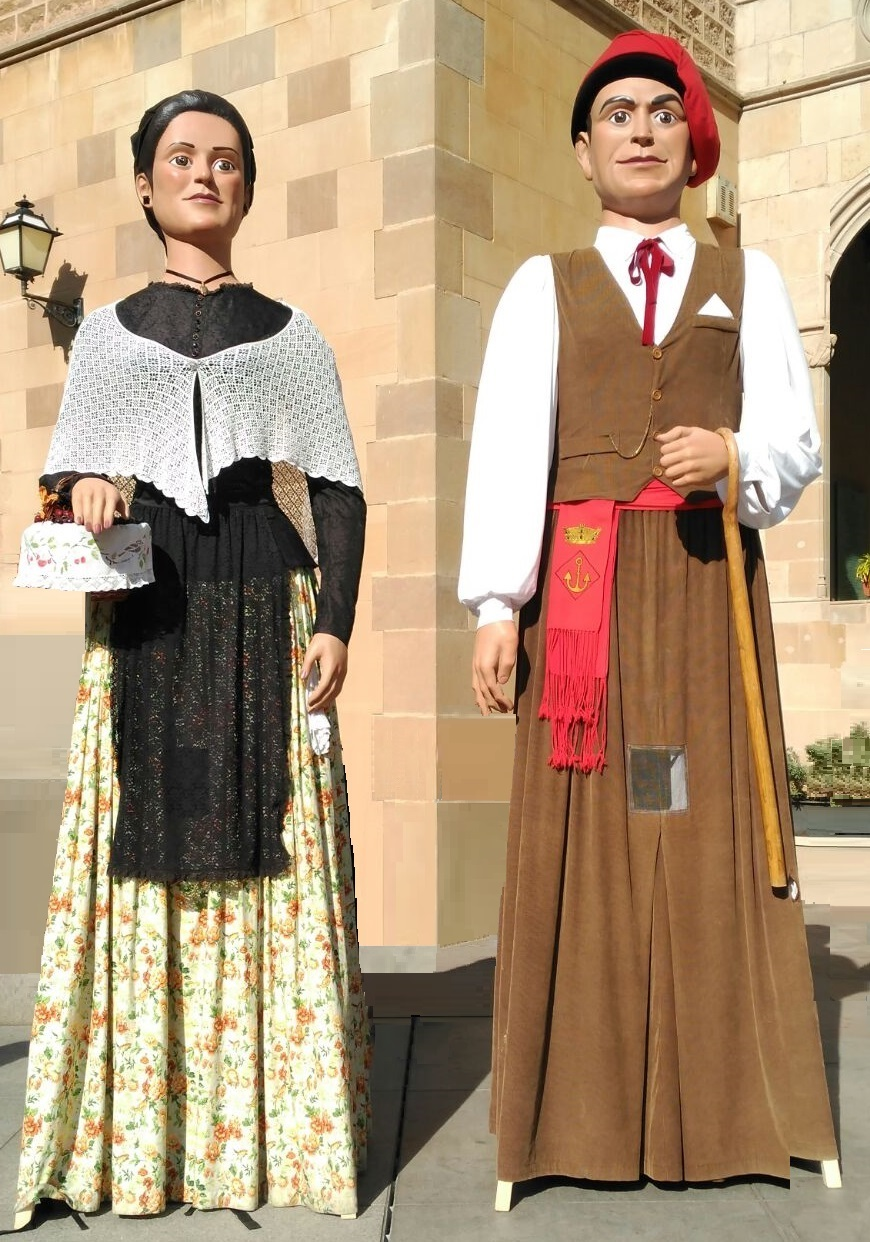
Gegants de Sant Climent de Llobregat: el Climent i la Roser

### Entitats[19]

#### Culturals
- Amics de la Sardana Sant Climent
- Amics dels Tres Tombs
- Dau de Cinc
- Club Sanglas Catalunya
- Colla de Geganters i Grallers de Sant Climent
- Cor de Caramelles
- Coral la Vall
- Corals infantils Estol i Diapasó
- Grup Escènic Sant Climent
- Més de 1.000 històries de Sant Climent de Llobregat
- Pinzellades
- Puntaires de Sant Climent
- Fomarians Diables de Sant Climent

#### Esportives
- Associació Esportiva Sant Climent
- CFS Sant Climent
- Club Bàsquet Sant Climent
- Namasté- Ioga
- Societat de Caçadors de Sant Climent

#### Socials
- AAVV la Moreneta
- Associació de Veïns
- AMPA Escola Sant Climent
- Asociación Casa de Puertas Abiertas
- Bombers voluntaris Sant Climent
- Centre d'Esplai el Quirro Blau
- Comissió de Reis
- Comunitat Parroquial de Sant Climent
- El Pinolero - Asociación Solidaria con Nicaragua
- Esplai del Jubilat
- Focs de Sant Joan
- Giravolt
- Grup Ecologista Terra i Sal
- Grup Solidari
- Diables Fomarians de Sant Climent de Llobregat

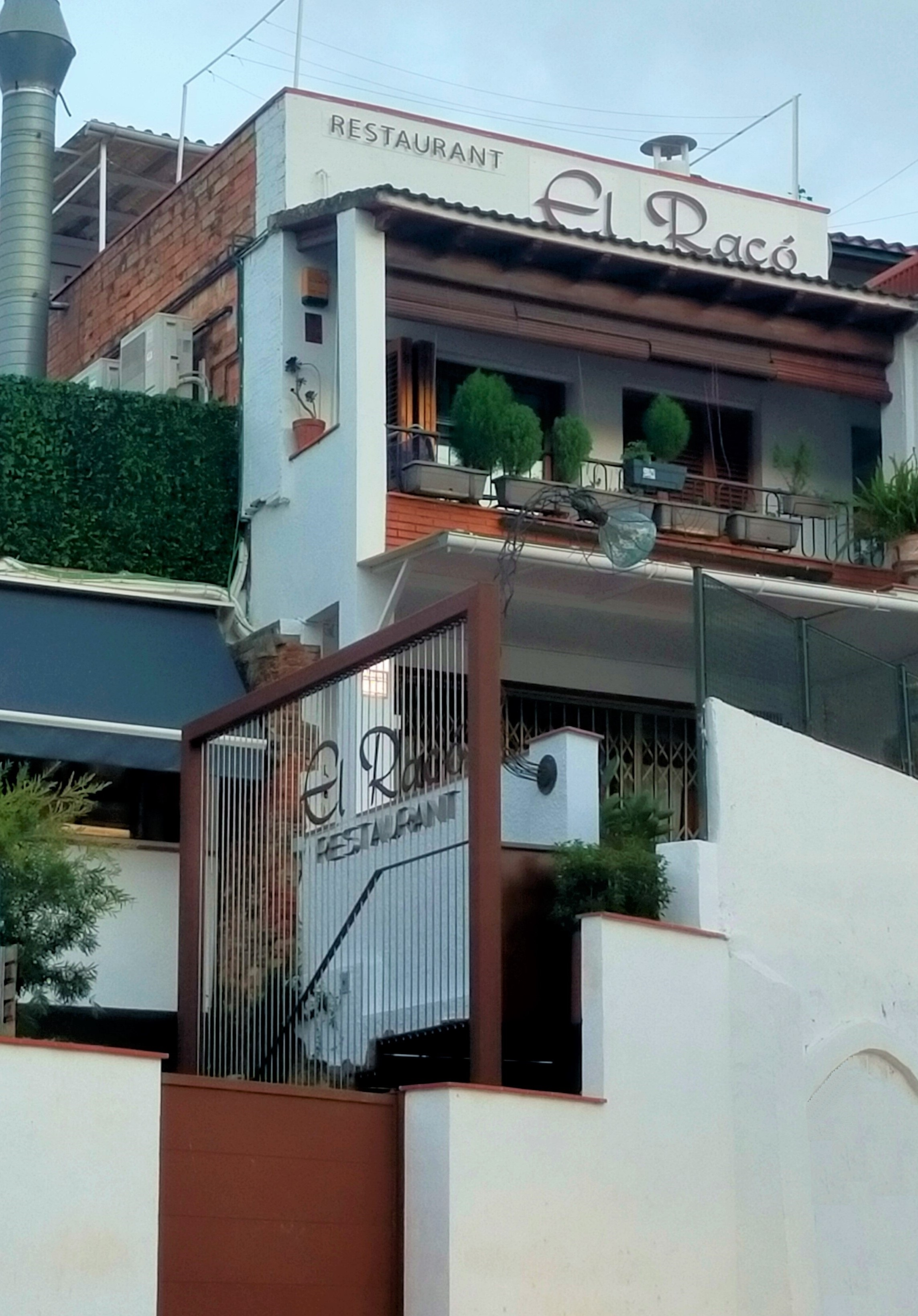
Restaurant El Racó

- Comissió Agermanament amb Baixàs
- Comissió 11 de setembre

## Gastronomia

### Restaurant El Raco
El Restaurant El Raco és un restaurant inaugurat l'any 1972 i ubicat al número 20 del carrer Poca Farina de Sant Climent de Llobregat. 'El Racó' està regentat pel chef i cuiner català Gerard Solís Tugas, i és considerat el vuité millor restaurant a la llista dels cinquanta millors restaurants del Baix Llobregat, dins del rànquing del 2020 impulsat per l'Associació de Gastronomia i Turisme del Baix Llobregat. De marcada tradició familiar i ambient cassolà, disposa d'una cuina arrelada a la terra i, alhora, popular i moderna. Un dels productes estrella del restaurant és la cirera. Entre els productes elaborats amb aquesta fruita típica de Sant Climent, e troben el pa de cireres, el gaspatxo de cireres, el licor de cirera, els bombons de cirera i més recentment, la cirera liofilitzada que, a banda del seu consum directe, té grans potencials com a ingredient per a rebosteria, cuina i destil·lats, entre d'altres.

## Demografia[1]
| 1497 f | 1515 f | 1553 f | 1717 | 1787 | 1857  | 1877  | 1887  | 1900 | 1910  |
| ------ | ------ | ------ | ---- | ---- | ----- | ----- | ----- | ---- | ----- |
| 20     | 28     | 20     | 419  | 836  | 1.084 | 1.031 | 1.060 | 984  | 1.032 |

| 1920  | 1930  | 1940  | 1950 | 1960  | 1970  | 1981  | 1990  | 1992  | 1994  |
| ----- | ----- | ----- | ---- | ----- | ----- | ----- | ----- | ----- | ----- |
| 1.041 | 1.125 | 1.231 | 991  | 1.281 | 1.966 | 2.080 | 2.235 | 2.297 | 2.297 |

| 1996  | 1998  | 2000  | 2002  | 2004  | 2006  | 2008  | 2010  | 2012  | 2014  |
| ----- | ----- | ----- | ----- | ----- | ----- | ----- | ----- | ----- | ----- |
| 2.476 | 2.719 | 2.950 | 3.140 | 3.366 | 3.516 | 3.676 | 3.819 | 3.900 | 3.938 |

| 2016  | 2018  | 2020  | 2022  | 2024  | 2026 | 2028 | 2030 | 2032 | 2034 |
| ----- | ----- | ----- | ----- | ----- | ---- | ---- | ---- | ---- | ---- |
| 4.024 | 4.107 | 4.160 | 4.170 | 4.182 | -    | -    | -    | -    | -    |

## Prefixos
Els prefixos telefònics de Sant Climent són el 93 658, 93 659 i el 93 637.

## Climentones i climentons destacats
- Lluís Barraquer i Roviralta (1855-1928), metge neuròleg.[24]
- Joan Diví i Borràs (1872-1954), poeta.[25]
- Lluís Barraquer i Bordas (1923-2010), metge neuròleg, fill de Lluís Barraquer i Ferré i net de Lluís Barraquer i Roviralta.[26]
- Roger Subirachs i Burgaya (1956-2017), dibuixant de còmics.[27]
- María Isabel Salud Areste (1961-), política, membre d'Esquerra Unida i diputada al Congrés dels Diputats des del 2016.[28]
- Gerard Solís Tugas, chef i cuiner català que dirigeix el restaurant 'El Racó' de Sant Climent de Llobregat.[29]
- Isidre Sierra i Fusté (1971-), polític català, membre de Junts per Catalunya i alcalde de Sant Climent de Llobregat des del 2010.[30]
- Aitana Ocaña Morales (1999-), cantant i actriu, concursant d'Operación Triunfo 2017 i candidata a Eurovisió 2018[31]